# Drosophila periquito
Drosophila periquito är en tvåvingeart som beskrevs av Gerhard Bächli och Vilela 2002. Drosophila periquito ingår i släktet Drosophila och familjen daggflugor.
Artens utbredningsområde är Venezuela.